# Pennfield
Pennfield es una parroquia canadiense situada en la provincia de Nuevo Brunswick.

## Superficie
Pennfield tiene una superficie de 363,75 km².

## Demografía
En 2021, tenía 2222 habitantes, una densidad poblacional de 6,1 hab./km², y 1029 viviendas.